# 허리펑
허리펑(중국어: 何立峰, 병음: Hé Lìfëng, 1955년 2월 4일 ~ )은 중국의 정치인이다. 푸젠성 룽옌시 출신이다. 1981년 6월 중국 공산당에 입당했다. 샤먼대학교 재정재정학과를 졸업하고 금융을 전공하고 경제학 석사와 박사 학위를 받았다. 현재 중국공산당 중앙정치국 위원, 중국인민정치협상회의 전국위원회 부주석, 국가발전개혁위원회 주임, 당 지도부 서기 등을 역임하고 있다. 중국공산당 중앙위원회 제17기 및 18기 후보위원, 19기 중앙위원을 지냈고, 제20기 중앙위원 겸 중앙정치국 위원이다. 중국의 경제 차르로 여겨지며 시진핑의 심복 중의 심복으로 차기 총리 후보로 거론되고 있다.